# Polizei Nordrhein-Westfalen
Die Polizei Nordrhein-Westfalen ist die Landespolizei des deutschen Landes Nordrhein-Westfalen und wurde zum 1. Oktober 1953 aus den bisherigen Kommunalpolizeien des Landes heraus gegründet. Polizeibehörden sind die 47 Kreispolizeibehörden sowie das Landeskriminalamt Nordrhein-Westfalen, das Landesamt für Zentrale Polizeiliche Dienste und das Landesamt für Ausbildung, Fortbildung und Personalangelegenheiten der Polizei mit zusammen etwa 57.800 Beschäftigten, davon über 40.500 Polizeibeamte.

## Auftrag

Polizeistern

### Aufgaben
Auftrag ist die Gewährleistung der öffentlichen Sicherheit und Ordnung. Als Strafverfolgungsbehörde geht sie gegen ordnungswidrige und strafbare Handlungen vor, ermittelt Täter und analysiert Tatmuster. Eine weitere Aufgabe ist die Gefahrenabwehr im Bereich der inneren Sicherheit, das heißt, die Verhütung oder Unterbindung von rechtswidrigen Handlungen jeder Art. Im Rahmen der Verkehrsüberwachung regelt sie Verkehrsströme und hat eine tragende Rolle in der Notfallhilfe (Notruf). Ferner sorgt die Polizei in enger Kooperation mit Behörden für die Verbrechensprävention, um bereits im Vorfeld mögliche Straftaten zu erkennen und zu verhindern.

### Rechtsgrundlagen
Für den Bereich der Gefahrenabwehr ergeben sich die Eingriffsbefugnisse der Polizei grundsätzlich aus dem Polizeigesetz des Landes Nordrhein-Westfalen (PolG NRW).
Die Ermächtigung für das Einschreiten zur Strafverfolgung ergibt sich aus der Strafprozessordnung (StPO).

## Organisation
Die Polizei ist zweistufig aufgebaut. Die Basis bilden 47 Kreispolizeibehörden (KPB), wobei die KPB der kreisfreien Städte Polizeipräsidien sind. Die fünf Bezirksregierungen führten bis zum 30. Juni 2007 in ihrem Zuständigkeitsbereich die Aufsicht über die Kreispolizeibehörden. Die Autobahnpolizei gehörte bis zum 31. Dezember 2006 zu den Bezirksregierungen, wurde dann den fünf Polizeipräsidien Köln, Bielefeld, Münster, Dortmund und Düsseldorf zugeschlagen.
Alle Polizeibehörden sind dem Ministerium des Innern des Landes Nordrhein-Westfalen (MI NRW) unterstellt. Zur koordinierten Bekämpfung schwerer Kriminalität sind 16 der 47 Kreispolizeibehörden zudem Kriminalhauptstellen.

### Landeskriminalamt
Das Landeskriminalamt Nordrhein-Westfalen (LKA NRW) mit Sitz in Düsseldorf hat sich aus kleinsten Anfängen zu einer modernen und leistungsfähigen Zentralstelle des Landes in der Kriminalitätsbekämpfung entwickelt. Waren es damals ganze fünf Kommissariate und eine Wirtschaftsabteilung mit 34 Beschäftigten, gliedert sich das Landeskriminalamt heute in sechs Abteilungen mit zurzeit 27 Dezernaten und über 1.500 Beschäftigten.
Bei allem Zuwachs an Aufgaben und Kompetenzen, den das LKA NRW im Verlaufe der Jahre erfahren hat, hat es sich seinen Charakter und sein Selbstverständnis als Dienstleister für Polizei- und Justizbehörden, aber auch für Bürger des Landes bewahrt.
Das LKA NRW ist eine dem Ministerium des Innern des Landes Nordrhein-Westfalen nachgeordnete Landesoberbehörde und Zentralstelle des Landes für kriminalpolizeiliche Zusammenarbeit von Bund und Ländern in der Verbrechensbekämpfung.
Seine sachliche Zuständigkeit ergibt sich aus § 13 Gesetz über die Organisation und die Zuständigkeit der Polizei im Lande Nordrhein-Westfalen – Polizeiorganisationsgesetz (POG NRW), ergänzenden Verordnungen und Erlassen.
Zu den Aufgaben gehören insbesondere kriminaltechnische und erkennungsdienstliche Untersuchungen, die Erstellung von Gutachten in Strafverfahren sowie die Sammlung und Auswertung der für die Verhütung und Verfolgung von Straftaten bedeutsamen Nachrichten und Unterlagen, konzeptionelle Grundlagenarbeit und Unterrichtung der Kreispolizeibehörden. Darüber hinaus unterstützt das LKA NRW die Polizeibehörden bei der Kriminalitätsbekämpfung und Prävention durch ein spezialisiertes Serviceangebot.
In Deliktsfeldern der Organisierten Kriminalität, der Wirtschafts- und Computerkriminalität, bei Umwelt- und Korruptionsdelikten sowie Politisch motivierter Kriminalität werden, auf Anordnung des Ministeriums des Innern des Landes Nordrhein-Westfalen oder auf Ersuchen einer Justizbehörde, Straftaten durch Ermittlungskommissionen des LKA NRW bearbeitet.

### Landesamt für Zentrale Polizeiliche Dienste

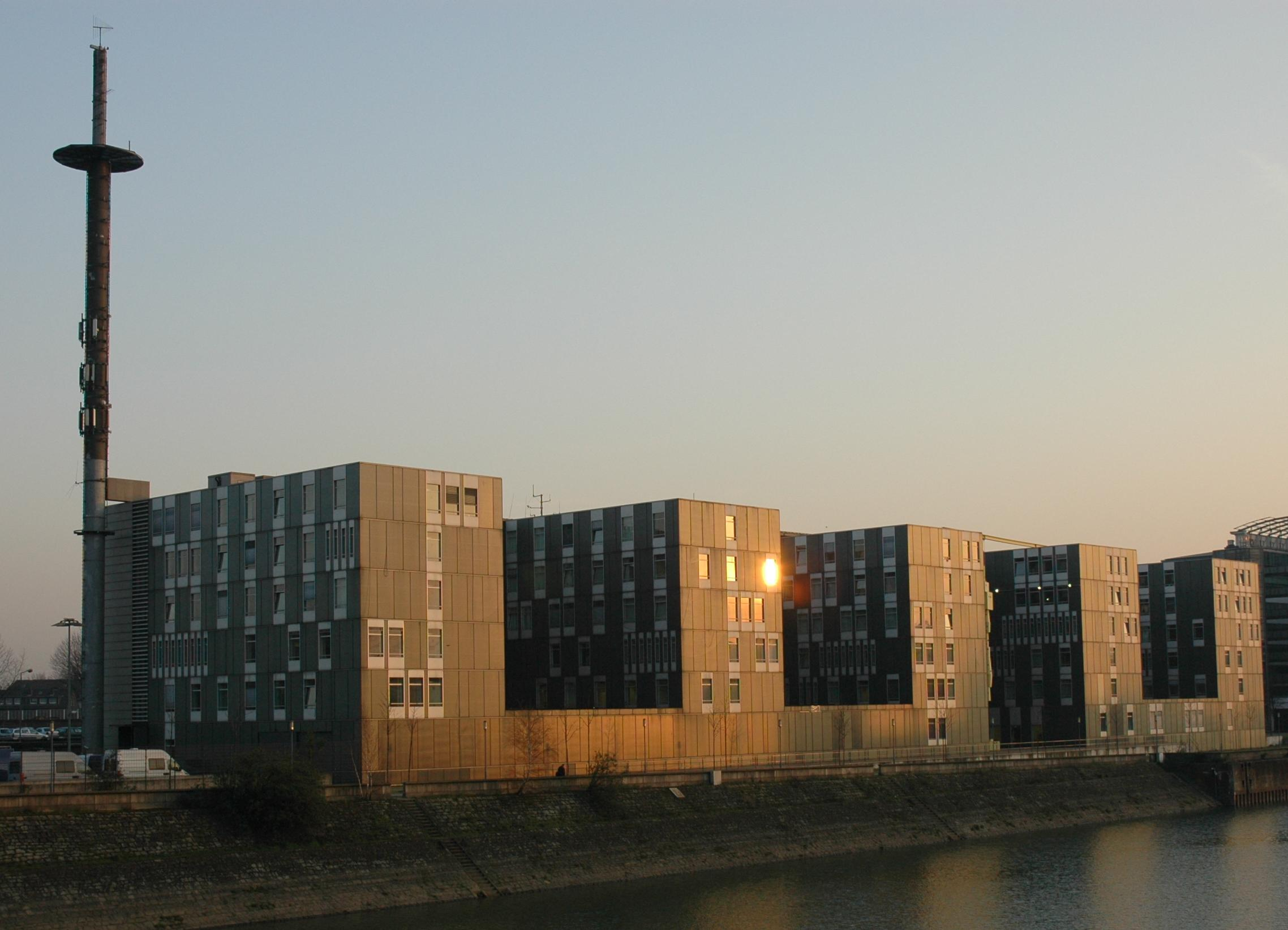
Das Zentrale Dienstgebäude des Landesamtes für Zentrale Polizeiliche Dienste in Duisburg

Am 1. Juli 2007 wurde das Landesamt für Zentrale Polizeiliche Dienste Nordrhein-Westfalen (LZPD NRW) als neue Landesoberbehörde gegründet. Wesentliche Teile der damaligen ZPD wurden mit diversen Aufgaben der Bezirksregierungen und Einsatzangelegenheiten des LKA NRW ergänzt. Zum Zeitpunkt dieser Neugründung waren 1022 Mitarbeiter beim LZPD beschäftigt, davon 62 bei der Polizeifliegerstaffel und mehr als 600 Mitarbeiter im zu dem Zeitpunkt überbelegten Haupthaus in Duisburg. Seit Dezember 2012 steht der Behörde ein weiteres Gebäude in Duisburg zur Verfügung. Dieser Neubau neben dem Duisburger Landesarchiv wurde nach dem Prinzip „Design-to-Cost“ errichtet, d. h. die maximale Baukostensumme wurde vorher festgelegt. Die Ausstattung innerhalb des Gebäudes passte sich diesem Rahmen an. Änderungen mit Zusatzkosten während der Bauphase mussten durch Einsparungen an anderer Stelle kompensiert werden, so dass die tatsächlichen Gesamtkosten bei der Fertigstellung dem geplanten Rahmen entsprachen. Die Funktion „Direktor des LZPD“ ist nach der Besoldungsgruppe B 3 bewertet. Die Funktion ist mit einem Polizeivollzugsbeamten besetzt.

#### Aufgaben des LZPD
Das Landesamt für Zentrale Polizeiliche Dienste ist die Service- und Technikbehörde der nordrhein-westfälischen Polizei. Das LZPD bietet mit seinen sechs Abteilungen den Kreispolizeibehörden jegliche Form von Unterstützung. Ob es sich um Kräfte- oder Einsatzkoordinierung bei besonderen Einsatzlagen und die dazu erforderliche Spezialausrüstung handelt oder es sich um die Beschaffung von Uniformen, Waffen, Streifenwagen, Computern und sonstiger Ausstattung jeglicher Art handelt. Es ist weiterhin zuständig für die freie Heilfürsorge sowie für die Wartung und Reparatur von eingesetzter Kfz- und Waffentechnik.
Die Landesleitstelle des LZPD mit Sitz im Duisburger Neubau von 2012 gewährleistet die behördenübergreifende Koordination von Einsatzkräften. Zudem sorgen zwei weitere Leitstellen im 24/7-Betrieb dafür, dass IT und Digitalfunk möglichst reibungslos funktionieren. Das LZPD ist außerdem für die landesweite Koordinierung von Einsatzkräften, insbesondere der Bereitschaftspolizei, der Landesreiterstaffeln und der Spezialeinheiten sowie des Einsatzes der Fluggeräte zuständig. Bei der Bewältigung von besonderen Einsatzlagen unterstützt sie Polizeibehörden durch die Beratergruppe für Fälle schwerster Gewaltkriminalität.

#### Geschichte des LZPD
Das LZPD hat sich aus seinen Vorgängerbehörden und Einrichtungen stetig weiterentwickelt. 1989 wurde aus dem damaligen Fernmeldedienst (FMD) des Landes NRW und der damaligen Datenverarbeitungsabteilung 4 des Landeskriminalamtes NRW eine neue Einrichtung, die Zentralen Polizeitechnischen Dienste NRW (ZPD NRW) gegründet. Im Juli 2007 entstanden aus den ZPD NRW und der erneut vom LKA NRW ausgegliederten Abteilung 4 sowie aus weiteren Teilen der Bezirksregierungen das neue Landesamt. Bis zum 30. Juni 2007 gehörte die Polizeifliegerstaffel ebenfalls organisatorisch zum LKA NRW, durch die Neuorganisation der nordrhein-westfälischen Polizei wurde sie dann in das LZPD integriert.

#### Ausbildungsberufe beim LZPD
Das LZPD bietet neben der Polizeiarbeit in Duisburg eine Berufsausbildung zum Elektroniker für Geräte und Systeme, IT-Systemelektroniker, zum Fachinformatiker (sowohl Anwendungsentwicklung, als auch Systemintegration), sowie in den verschiedenen Liegenschaften die Berufsausbildung zum Kfz-Mechatroniker an. Darüber hinaus gibt es die Möglichkeit, ein duales Studium, mit dem LZPD als Ausbildungsbehörde, zu absolvieren. 

#### Polizeifliegerstaffel
Vormals Hubschrauberstaffel Rheinland u. Westfalen, heißt die fliegende Einheit seit 1998 Polizeifliegerstaffel NRW. Standorte sind zwei Flugeinsatzgruppen in Dortmund und Düsseldorf mit eigener Luftfahrzeugwerft und Pilotentrainingsstätte.

### Bereitschaftspolizei
Zur Bereitschaftspolizei (BP) gehören drei Abteilungen, drei Technische Einsatzeinheiten (TEE), drei Beweissicherungs- und Festnahmehundertschaften (BFH) und seit 1. September 2021 15 Polizeihundertschaften (BPH). Bis 2018 waren es noch 18 Polizeihundertschaften. Die Abteilungsführungen (Bereitschaftspolizeiabteilung, BPA) mit je einer TEE und einer BFH sind den Polizeipräsidien Bochum, Wuppertal und Köln zugeordnet. Insgesamt gehören der Bereitschaftspolizei 2400 Mitarbeiter an.
Im Gegensatz zu den Bereitschaftspolizeien anderer Länder ist die BP Nordrhein-Westfalen nicht an einigen wenigen Orten zentral stationiert, sondern verteilt sich auf 14 Standorte im ganzen Land. Bis 2018 verfügte die Polizei Nordrhein-Westfalen als einzige deutsche Polizei über keine Beweissicherungs- und Festnahmeeinheit, kurz BFE. Die entsprechenden Aufgaben wurden von den normalen Hundertschaften übernommen. Der Koalitionsvertrag für die seit 2017 regierende Landesregierung von Ministerpräsident Laschet sah zunächst die Aufstellung von insgesamt vier BFE-Zügen vor. Tatsächlich beschlossen wurde, in den Jahren 2018 bis 2021 zeitlich gestaffelt insgesamt drei BFH'en, bestehend aus jeweils zwei BFE-Zügen, anstelle von je einer Bereitschaftspolizei-Hundertschaft an den Standorten Bochum, Wuppertal und Köln zu schaffen. Dieser Vorgang wurde mit der Neuorganisation und -Gliederung zum 1. September 2021 abgeschlossen.
1. Bereitschaftspolizeiabteilung (Bochum)
- 1. BPH Münster
- 2. BPH Bochum
- 3. BPH Dortmund
- 4. BPH Bielefeld
- 5. BPH Recklinghausen
- 1. BFH Bochum
- 1. TEE Bochum

2. Bereitschaftspolizeiabteilung (Wuppertal)
- 6. BPH Duisburg
- 7. BPH Essen
- 8. BPH Gelsenkirchen
- 9. BPH Düsseldorf
- 10. BPH Wuppertal
- 2. BFH Wuppertal
- 2. TEE Wuppertal

3. Bereitschaftspolizeiabteilung (Köln)
- 11. BPH Aachen
- 12. BPH Mönchengladbach
- 13. BPH Bonn
- 14. BPH Köln
- 15. BPH Köln
- 3. BFH Köln
- 3. TEE Köln

### Wasserschutzpolizei
Die für die Wasserschutzpolizei organisatorisch zuständige Behörde ist das Polizeipräsidium Duisburg. Das ehemalige Wasserschutzpolizeipräsidium liegt an der Moerser Straße 217–219. Die WSP hatte vor der Neuorganisation und Eingliederung in das PP Duisburg 295 Mitarbeiter und verfügt derzeit über 24 Boote.
Es bestehen folgende Dienststellen: Die Wasserschutzpolizeiwache Duisburg, die Wasserschutzpolizeiwachen Bergeshövede, Bonn, Datteln, Düsseldorf, Emmerich am Rhein, Essen, Köln, Minden, Münster, Wesel und die Zentrale Kriminalitätsbekämpfung (ZKB). Der Zuständigkeitsbereich umfasst vor allem den Rhein, die Weser, die Ems, die Ruhr bis Essen und die Norddeutschen Kanäle.

### Landesreiterstaffel
Die Landesreiterstaffel Nordrhein-Westfalen wird insbesondere bei Einsätzen aus besonderem Anlass wie Fußballspielen, Demonstrationen und größeren Versammlungen eingesetzt. Diese hat ihre Heimat in Bochum. Dort werden je 42 Polizeireiterinnen und Polizeireiter und je 32 Polizeidienstpferde, inklusive 8 Ausbildungspferde, vorgehalten.

### Landesamt für Ausbildung, Fortbildung und Personalangelegenheiten der Polizei NRW

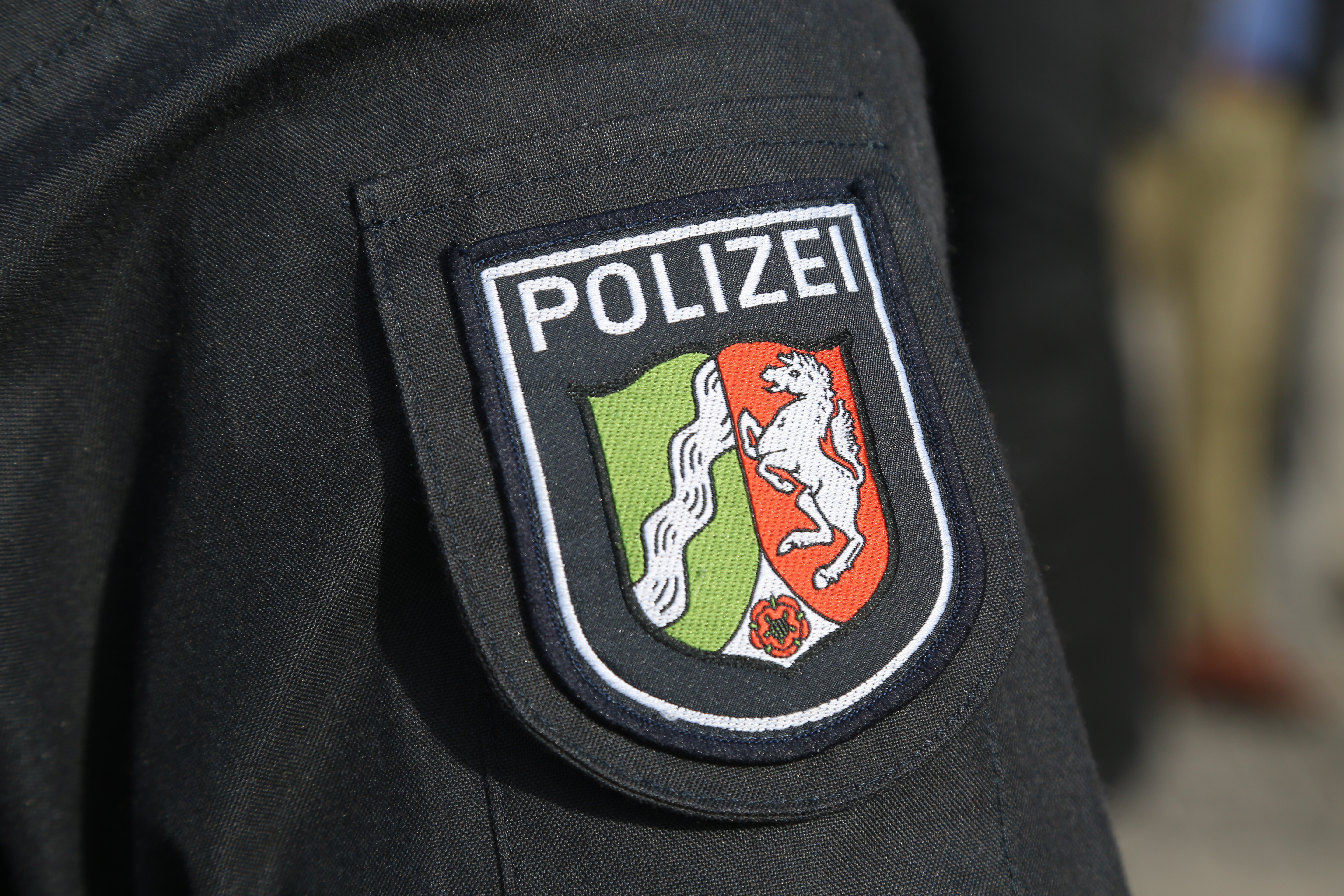
Ärmelabzeichen der Polizei NRW

Die Ausbildung von Polizeivollzugsbeamten des mittleren Dienstes fand zuletzt 2001 beim damaligen Institut für Aus- und Fortbildung der Polizei Nordrhein-Westfalen (IAF NRW), dem heutigen Landesamt für Ausbildung, Fortbildung und Personalangelegenheiten (LAFP NRW) mit Hauptsitz in Selm-Bork statt. Weitere Polizeiausbildungsinstitute (PAI) für den mittleren Dienst waren das PAI „Erich Klausener“ in Schloss Holte-Stukenbrock, das PAI Brühl sowie das PAI Linnich, welches am 31. Dezember 2007 geschlossen wurde. Die Behörde betreibt Aus- und Fortbildung. An der Hochschule für Polizei und öffentliche Verwaltung Nordrhein-Westfalen findet die theoretische Ausbildung für den gehobenen Polizeivollzugsdienst statt.
Das LAFP NRW hat eine Vielzahl unterschiedlicher Aufgaben wahrzunehmen:
Dazu zählen insbesondere
- die Ausbildung für den gehobenen Polizeidienst (gemeinsam mit der Hochschule für Polizei und öffentliche Verwaltung[8] und den Ausbildungsbehörden),
- die Ausbildung für den höheren Polizeidienst (gemeinsam mit der Deutschen Hochschule der Polizei),
- die Fortbildung aller Polizeibediensteten, z. B. die Einführungsfortbildung für Sachbearbeiter im Ermittlungsdienst,
- die Vorbereitung der Polizeibeamten auf Auslandseinsätze,
- die ständige Qualifizierung der Angehörigen der Spezialeinheiten,
- die Fortbildung von Polizeiführern zur Bewältigung von Geiselnahme- und Entführungslagen und
- die landeszentralen Personalangelegenheiten (z. B. Versetzungs- und Nachersatzverfahren).

Weitere Aufgaben des LAFP NRW sind die Beratung der Polizeibehörden und -einrichtungen (z. B. bei der Personalentwicklung) und deren Unterstützung. Weitere besondere Dienstleistungen für die Polizei NRW sind Werbung und Auswahl für Einstellungen in den Polizeidienst des Landes NRW. Das Landespolizeiorchester mit Sitz in Wuppertal ist organisatorisch ebenfalls dem LAFP zugeordnet.
Als zentrale Hochschule für die Aus- und Fortbildung des höheren Dienstes der Polizeien des Bundes und der Länder hat die Deutsche Hochschule der Polizei (DHPol) ihren Sitz in Münster, im südlichen Ortsteil Hiltrup. Vorläufereinrichtungen der 2006 gegründeten DHPol, das Polizeiinstitut Hiltrup und die Polizei-Führungsakademie waren an diesem Standort bereits seit Mitte der 1940er Jahre ansässig. Die Hochschule soll sich zum wichtigsten Forum zwischen Wissenschaft und Praxis zur Diskussion polizeilicher Fragen in Deutschland entwickeln.

## Dienstkleidung und -grade

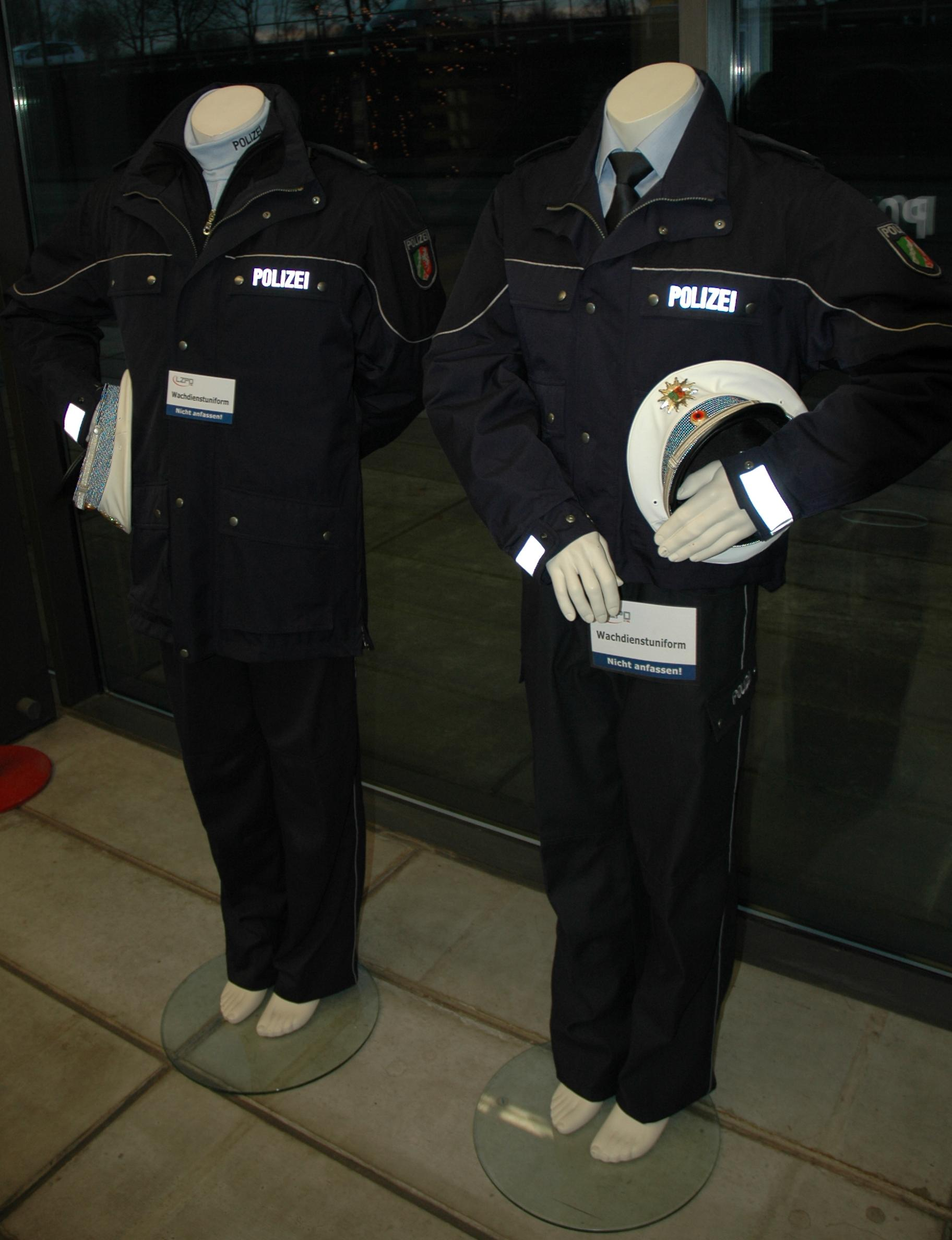
Die neue Wachdienstuniform

### Uniform
Die Uniformen der nordrhein-westfälischen Polizei wurden, dem gesamteuropäischen Trend entsprechend, auf eine dunkelblaue Farbe umgestellt. Am 31. August 2012 erfolgte der Wechsel der Kreispolizeibehörde Coesfeld auf den neuen Dienstanzug. Coesfeld war somit die letzte Kreispolizeibehörde des Landes NRW, welche die neue Uniform erhielt, die Auswechslung der Uniformen wurde im Frühjahr 2010 bei der Aachener Polizei begonnen. Die Kosten für die neue Dienstkleidung in ganz NRW wurden mit 24 Millionen Euro beziffert.
Das Land Nordrhein-Westfalen beschaffte insgesamt zwei verschiedene Varianten der neuen Uniform für den alltäglichen Dienst, nämlich die Wachdienstuniform (mit weißer Schirmmütze und Kurzjacke) und die Bürodienstuniform (mit blauer Schirmmütze).
Zum normalen Dienstanzug gehört ein hellblaues Hemd (Kurzärmelig im Sommer, langärmelig mit Krawatte in der kalten Jahreszeit), für spezielle Anlässe gibt es weiße Hemden mit dem Brustaufdruck „Polizei“.
Weiterhin gibt es spezielle Uniformen für die Einsatzhundertschaften (früher Bereitschaftspolizei), Spezialeinheiten, die Motorrad(Krad-)Fahrer, die Fahrradstreifen (Mountainbike-), die Fliegerstaffel, die Wasserschutzpolizei und für die Kriminalpolizei (z. B. Spurensicherung, Brandermittler etc.).

### Amtsbezeichnungen
Die Polizei NRW verwendet die bundesweiten Amtsbezeichnungen der Polizeien der Länder. Bis zum Jahr 2014 sollten alle Beamten des mittleren Dienstes in den gehobenen Dienst befördert worden sein. Dies bedeutet, dass Schulterklappen mit grünen Sternen, bzw. im Rahmen der Umstellung auf die neue blaue Uniform, Schulterklappen mit blauen Sternen ganz von der Bildfläche der Polizei NRW verschwinden werden. Dieser Trend zeichnet sich auch bei anderen Länderpolizeien ab, unter anderem in Hessen.

## Einsatzmittel

### Bewaffnung
Standard-Pistole der Polizei NRW ist die Walther P99 DAO.
Das Vorgängermodell der Walther P99 DAO war die P6 (zivile Bezeichnung: SIG Sauer P225). Gemäß einem Erlass des Ministeriums des Innern des Landes NRW sind Polizeivollzugsbeamte ermächtigt, über Pistolen und Revolver mit denen sie dienstlich ausgestattet sind, sowie persönlich zugewiesene Reizstoffsprühgeräte außerhalb des Dienstes die tatsächliche Gewalt auszuüben und diese zu führen. Einzelne Polizeipräsidien, darunter Wuppertal, Solingen und Remscheid haben nach den Anschlägen in Paris 2015 Dienstvorschriften erlassen, nach denen das Tragen der Dienstwaffen grundsätzlich, sowie beschusshemmender Westen im Streifendienst permanent vorgeschrieben ist.
Im Jahr 2021 wurde die Grundausstattung der Polizei nach einer knapp einjährigen Probephase mit Elektroschock-Pistolen ergänzt. Das Innenministerium führte zur Begründung an, dass die umstrittenen Geräte eine deeskalierende Wirkung gezeigt hätten.

### Fahrzeuge
Die Polizei Nordrhein-Westfalen nutzt als Dienstfahrzeuge überwiegend Fahrzeuge der Marken Ford und Mercedes-Benz. Weiterhin kommen VW T5 und auf der Autobahn 5er BMW (520d) und Mercedes Vito zum Einsatz. Die Bereitschaftspolizei nutzt teilweise vom Bund beschaffte Fahrzeuge der Marken BMW, Fiat, Ford, Mercedes-Benz und Volkswagen. Im Zuge der Farbumstellung werden neue Fahrzeuge in der Farbgebung blau-silber bzw. blau-weiß beschafft. Die ersten blau-silbernen Streifenwagen wurden, im Rahmen der offiziellen Vorstellung der neuen blauen Polizeiuniform durch den damaligen Innenminister Ingo Wolf, am 8. Dezember 2008 der Polizei übergeben.
Bis 2004 trugen alle Streifenwagen die Kennzeichen der zuständigen Stadt (z. B. „DU-XXXX(X)“) oder des zuständigen Landkreises (z. B. „WES-XXXX(X)“). Standardmäßig wurden die Anfangszahlen 3XXXX bzw. 38XXX (Abweichungen möglich) vergeben. Seit 2004 wurden die geleasten Streifenwagen auf das einheitliche Kennzeichen „NRW 4-XXXX“ und „NRW 5-XXXX“ umgerüstet. Die „4“ bzw. „5“ im Kennzeichen steht für die Zuständigkeit des Innenministeriums. Bei gekauften Fahrzeugen wurde bis 2007 weiterhin das alte Kennzeichen verwendet. Ab September 2007 werden neue Fahrzeuge mit Kennzeichen in der Form „NRW 4-XXXX“, „NRW 5-XXXX“ und „NRW 6-XXXX“ zugelassen. Der Hintergrund für diese Änderung war die Abschaffung der Behördenkennzeichen zum 1. März 2007.
Im Juli 2012 beschaffte die Polizei Nordrhein-Westfalen 2000 VW Passat B7, für die eine Einsatzdauer von 3 Jahren vorgesehen war. Ab dem Jahr 2015 wurden für die Autobahnpolizei 150 5er BMW (520d), für das Land und die Stadt 1800 3er BMW (318d), sowie 121 Motorräder des Modells BMW R 1200 RT beschafft, die bei der Autobahnpolizei einen Teil und bei den übrigen Dienststellen alle VW Passat ersetzen sollen. Mittlerweile ist der 3er BMW fast vollständig durch den neuen Streifenwagen Ford S-Max sowie den Van Mercedes Vito ersetzt worden. Im Dezember 2024 verkündete die Polizei NRW, 400 neue Streifenwagen des Models Ford Tourneo Custom sowie 400 weitere Mercedes Vito beschaffen zu wollen. Diese sollen Voraussichtlich ab dem vierten Quartal 2025 ausgeliefert werden. Ersetzt werden durch diese neuen Streifenwagen, die mittlerweile 5 Jahre alten Ford S-Max.

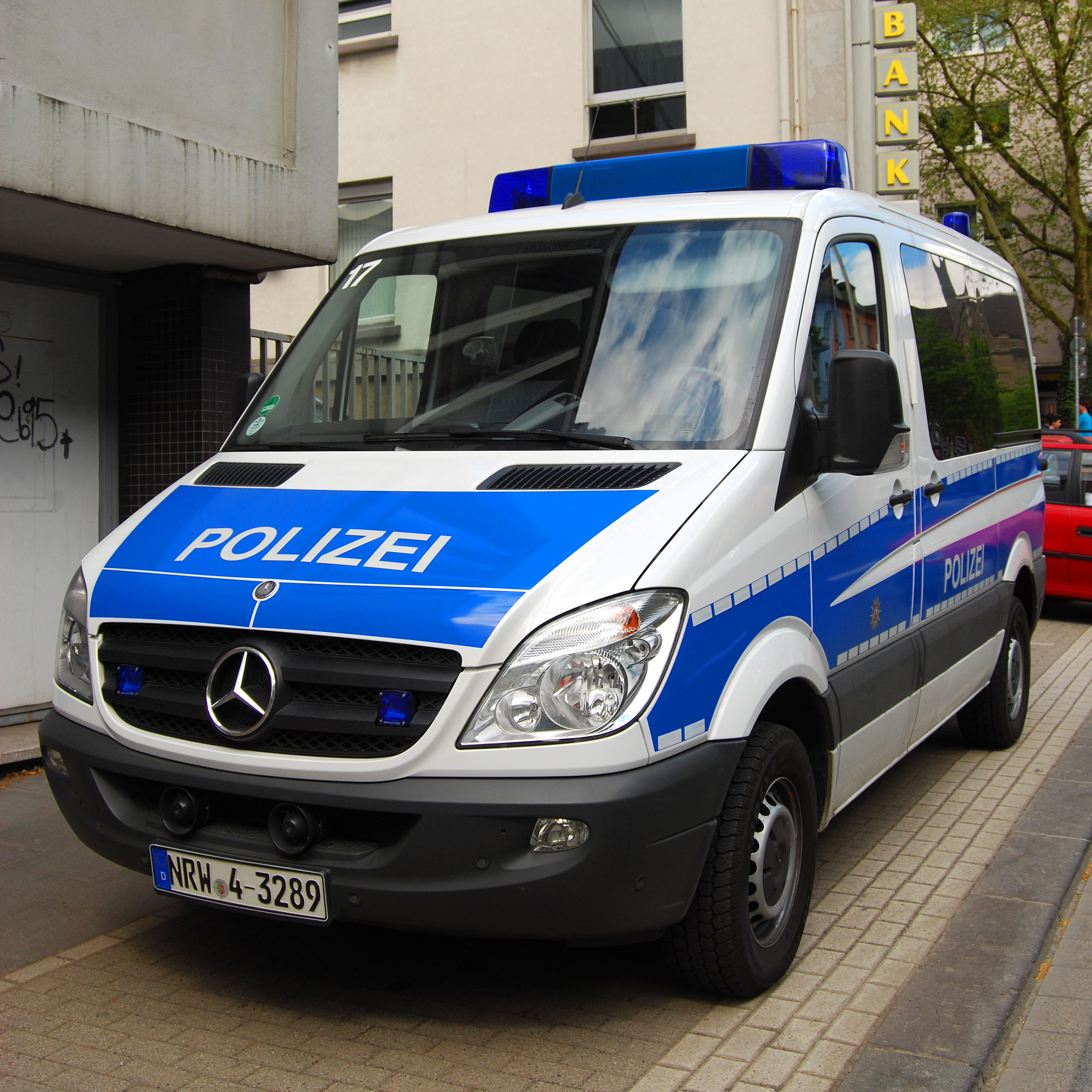
Gruppenkraftwagen in neuer blau-weißer Farbgebung
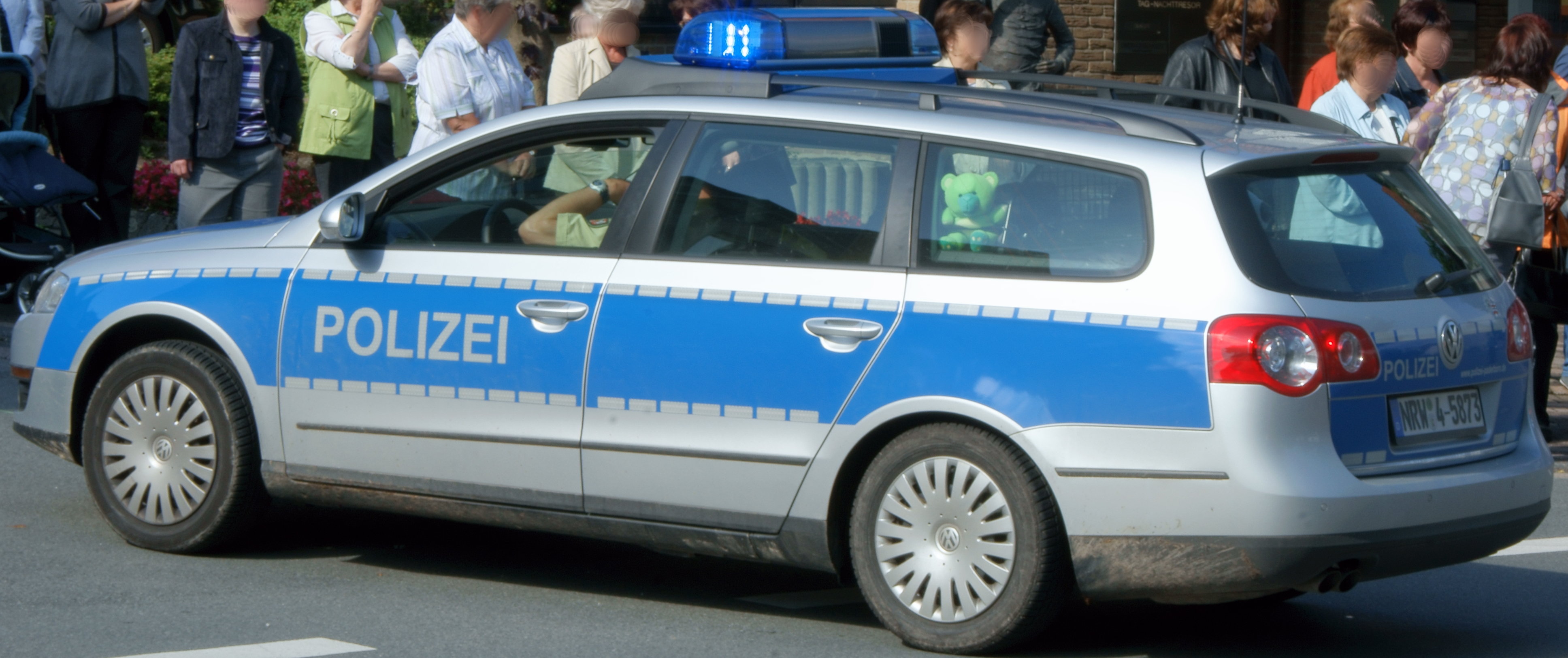
Streifenwagen VW Passat in neuer blau-silberner Farbgebung
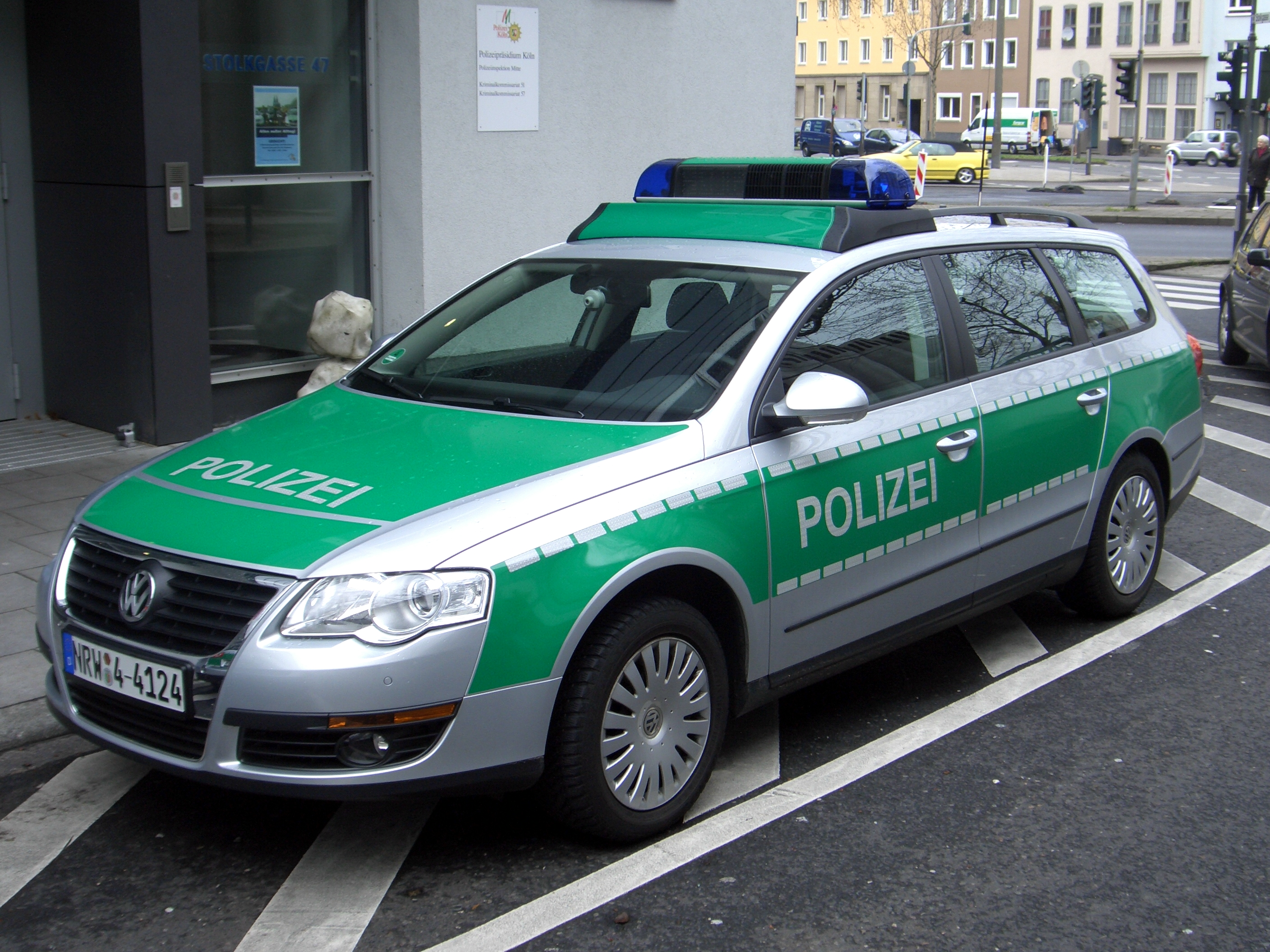
Streifenwagen VW Passat in alter grün-silberner Farbgebung (Frontansicht)
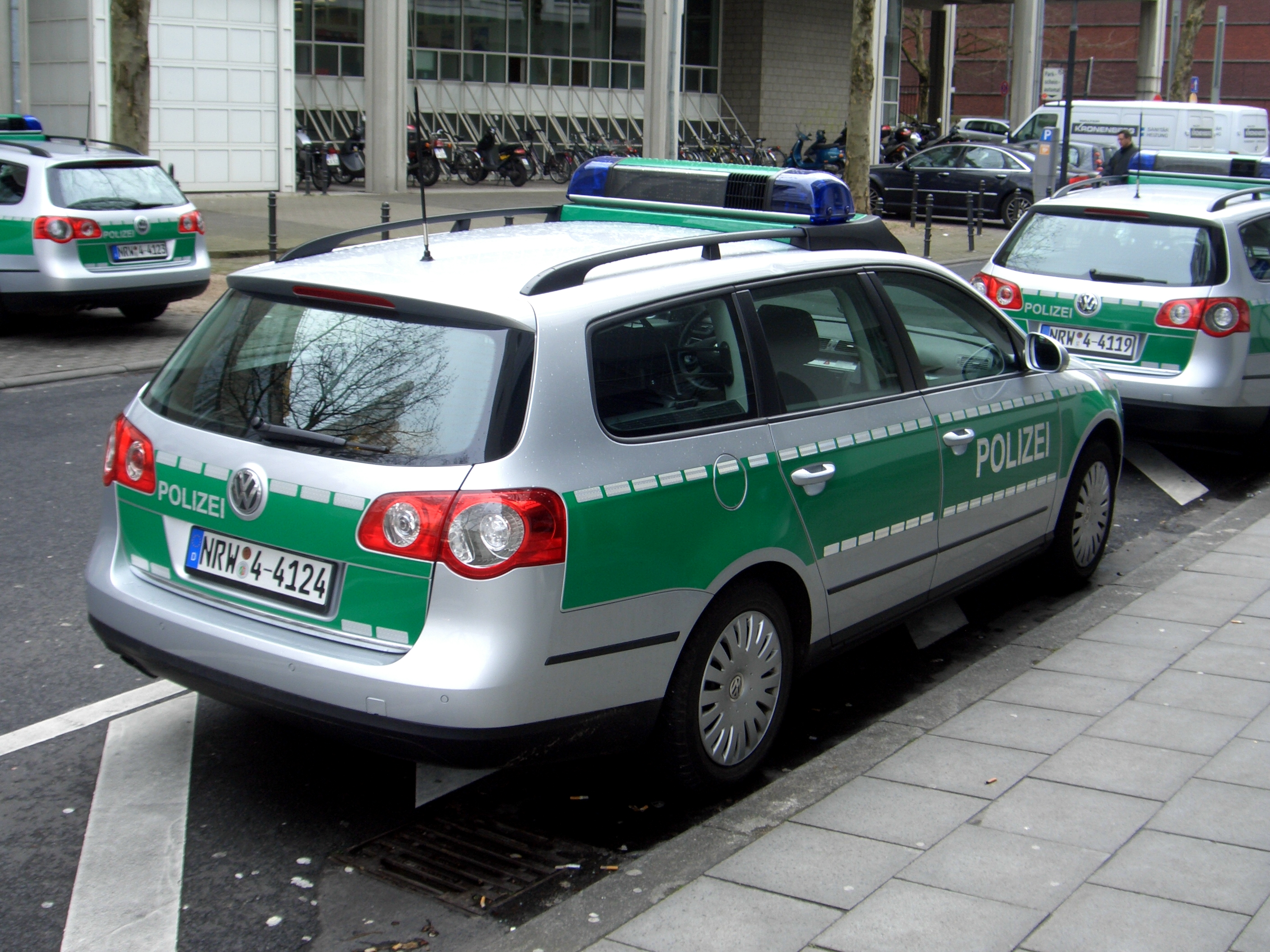
Streifenwagen VW Passat in alter grün-silberner Farbgebung (Heckansicht)
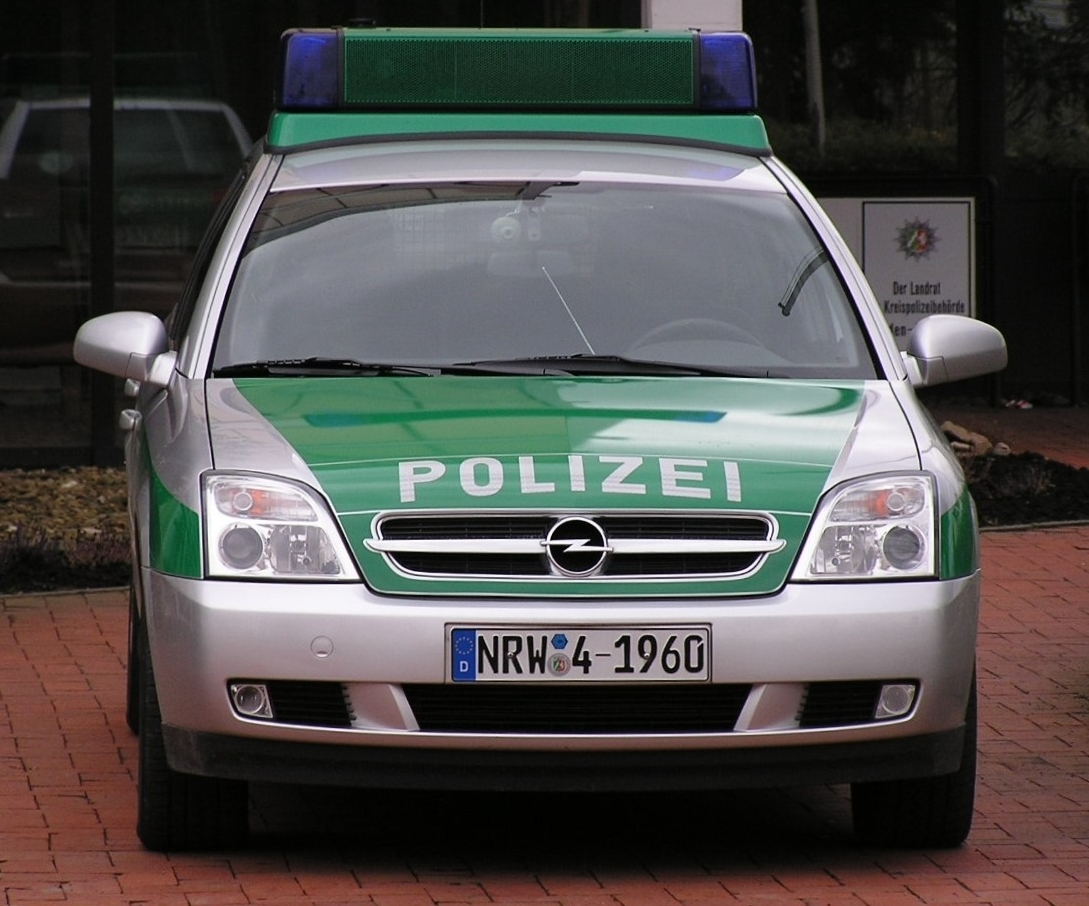
Streifenwagen Opel Vectra in alter grün-silberner Farbgebung
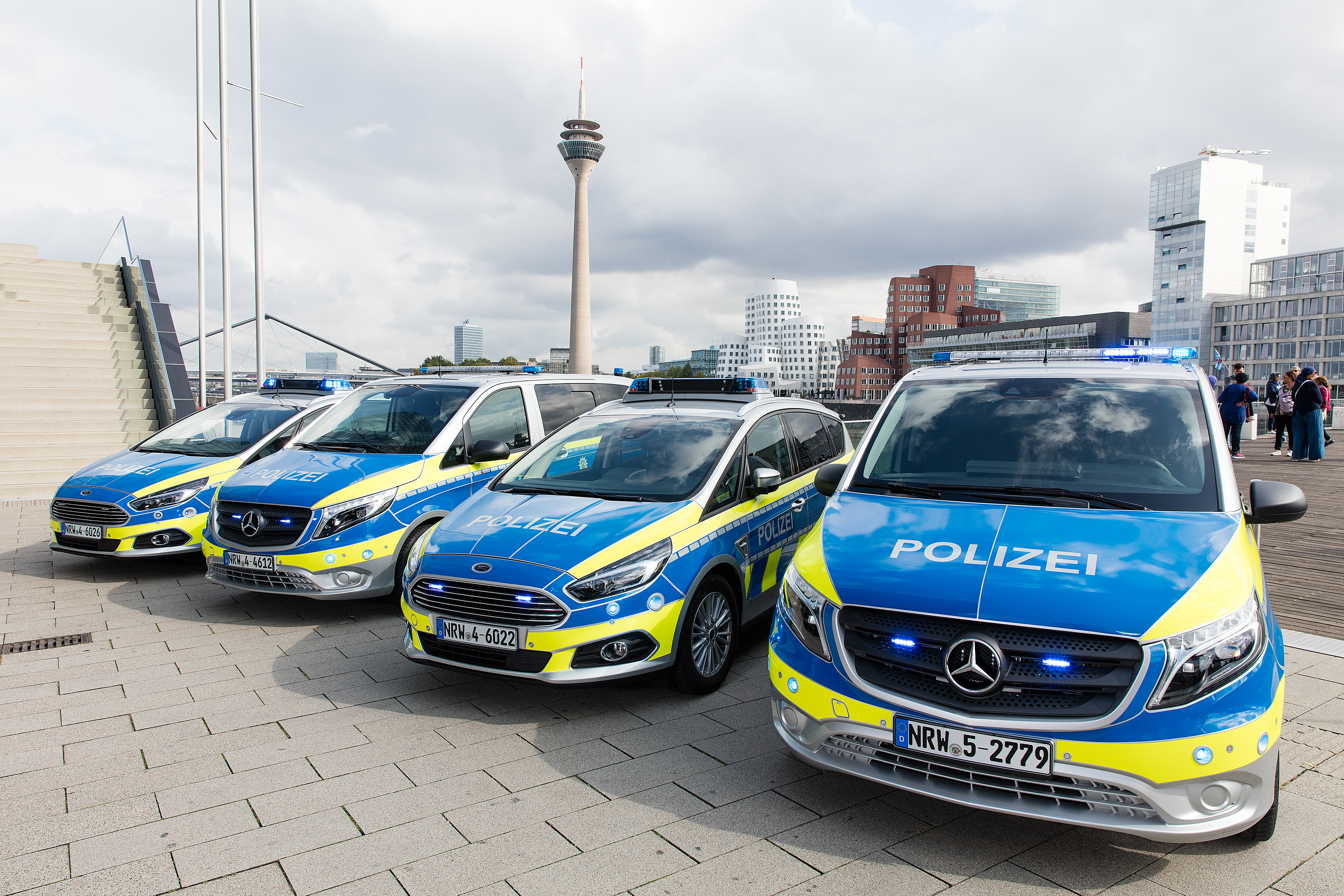
Funkstreifenwagen Ford S-MAX und Mercedes-Benz Vito in blau-silber-gelber Farbgebung

### Sonderfahrzeuge
Seit November 2018 sind Spezialeinheiten der nordrhein-westfälischen Polizei mit MRAP-Militär-LKW Survivor R des Herstellers Rheinmetall Defence ausgestattet. Das teilgepanzerte Personentransportfahrzeug schützt die Besatzung gegen Beschuss und Sprengmittel, nach Angaben des Innenministeriums soll hierdurch den Einsatzanforderungen bei terroristischen Anschlägen und gegen Rockerkriminalität Rechnung getragen werden. Ebenso sind seit 2012 moderne Wasserwerfer vom Typ WaWe 10 des Herstellers Rosenbauer im Einsatz.

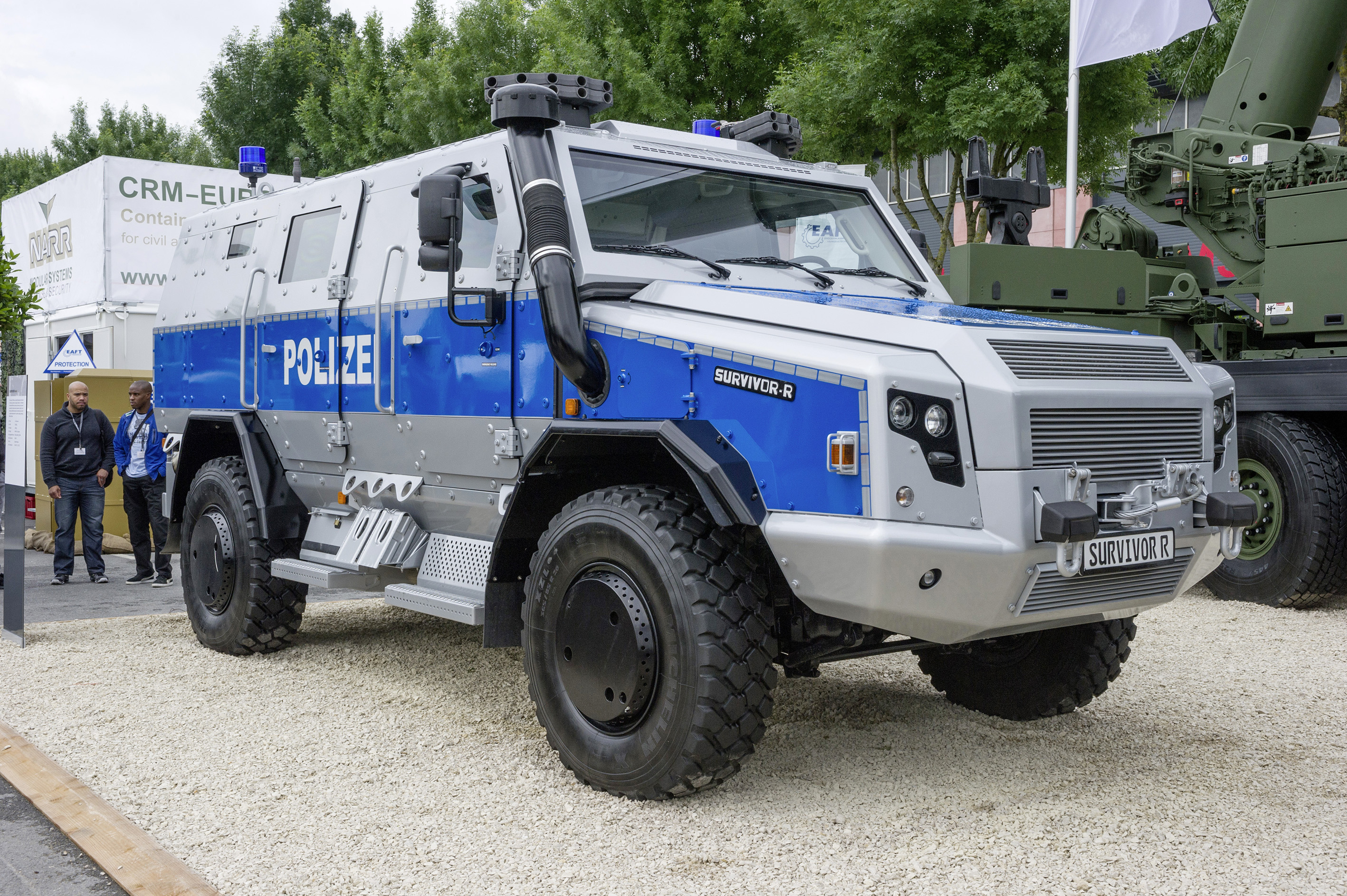
Survivor R in blau-silberner Lackierung
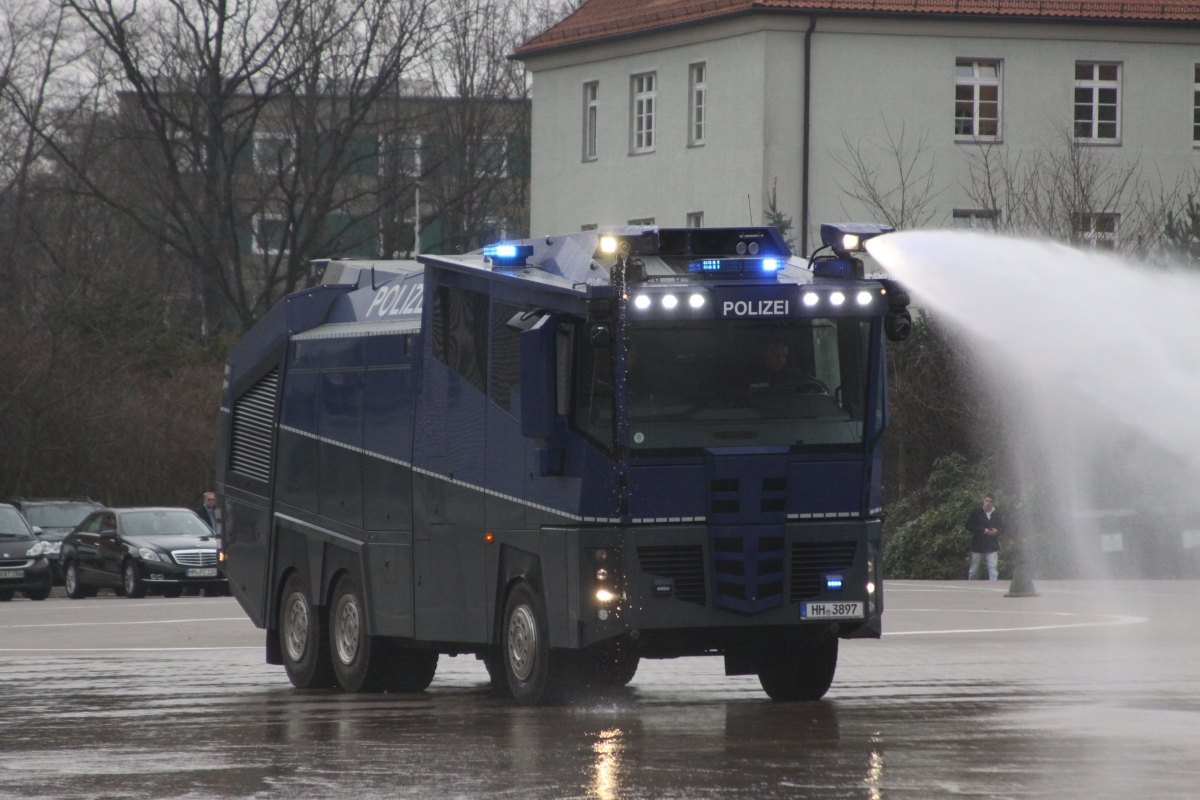
WaWe 10

### Hubschrauber und Flugzeuge

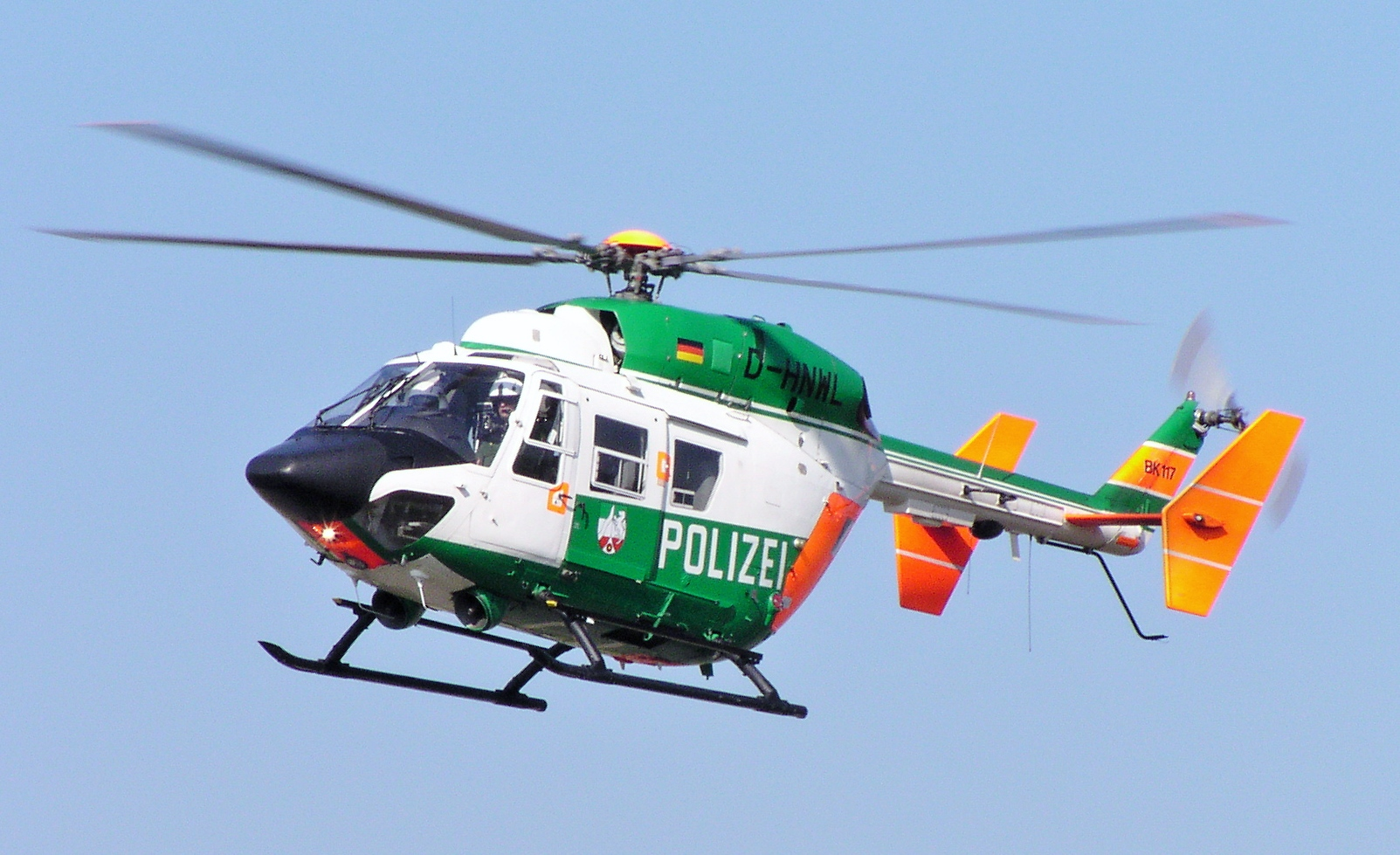
MBB/Kawasaki BK 117 B2 der Polizei Nordrhein-Westfalen

Die nordrhein-westfälische Polizei nutzt für Einsätze, die Unterstützung aus der Luft erfordern, zwei Transporthubschrauber vom Typ Eurocopter 155, sowie fünf sogenannte Alarmhubschrauber MBB/Kawasaki BK 117, die sich mit Suchscheinwerfern, Wärmebild- u. Videotechnik ausrüsten lassen. Derzeit werden die Hubschrauber der Flotte sukzessive durch sechs neue H145-T2 ersetzt, die neben den Wärmebildkameras mit einem Fast-Roping-System zum Absetzen von Spezialkräften ausgerüstet sind. Nach eigenen Angaben fliegt die Hubschrauberstaffel der NRW-Polizei durchschnittlich über 2.000 Einsätze im Jahr, vorwiegend handelt es sich dabei um Vermisstensuchen und Fahndungseinsätze. Außerdem verfügt die Polizei über zwei Beobachtungsflugzeuge Cessna 182 Skylane, welche überwiegend der Verkehrsüberwachung dienen. Stationiert ist die NRW-Fliegerstaffel an den Flughäfen Düsseldorf und Dortmund. Nach eigenen Aussagen kann die Fliegerstaffel innerhalb von 30 Minuten jeden Ort in Nordrhein-Westfalen erreichen, die Fliegerstaffel ist im Rahmen eines 24-stündigen Bereitschaftdienstes ganzjährig einsatzbereit. Im August 2018 wurde eine Arbeitsgruppe eingesetzt, die Möglichkeiten des sinnvollen Einsatzes von Drohnen bei der alltäglichen Polizeiarbeit, etwa bei der Aufnahme von Verkehrsunfällen, prüfen soll. Bereits 2013 wurde durch NRW-Innenminister Jäger (SPD) bestätigt, dass die Polizei seit dem Jahr 2009 zwei Überwachungsdrohnen mit elektrischem Antrieb einsetze.

### Wasserfahrzeuge
Am 28. Januar 2011 übergab der damalige Innenminister Ralf Jäger der Wasserschutzpolizeidirektion ihr neues Flaggschiff WSP 1. Damit verfügt die Polizei NRW über die modernste Flotte von Rheinstreifenbooten.

## Öffentliche Wahrnehmung

### Internetangebot
Die Polizei NRW betreibt seit dem Jahr 2007 eine Internetwache, bei der Onlineanzeigen erstattet werden können. Nach einem massiven Hackerangriff am 31. Januar 2012 waren die Polizei-Webserver in Nordrhein-Westfalen für über 12 Tage nicht erreichbar. Zuvor wurde von einem Sprecher des NRW-Innenministeriums fälschlicherweise behauptet, dass eine Sicherheitslücke, die bei einer Überprüfung gefunden wurde, der Grund für die Vorsichtsmaßnahme sei. Wie das Westfalen-Blatt am 11. Februar 2012 berichtete, waren zu diesem Zeitpunkt massive Hackerangriffe die Ursache. Die Seite konnte nach Berichten in ihrer letzten Form nicht wieder ans Netz gehen und wurde komplett neu entwickelt. Seit Mai 2013 ist sie in modernisierter Form wieder vollständig online.

### Bedeutende Fälle (Auswahl)
Bedeutende Kriminalfälle im Zuständigkeitsbereich der Polizei Nordrhein-Westfalen waren:
- 15. Juni 1972: Dreifacher Polizistenmord von Oberhausen
- 9. Mai 1975: Ermordung des Polizisten Walter Pauli durch Angehörige der linksextremen Bewegung 2. Juni
- 1977: Entführung von Hanns Martin Schleyer durch die Rote Armee Fraktion
- 10. Oktober 1986: Ermordung von Gerold von Braunmühl, ebenfalls durch Täter der RAF
- 16. August 1988: Geiselnahme von Gladbeck
- 12. Oktober 1991: Polizistenmord von Holzminden
- 1. April 1991: Ermordung von Detlev Rohwedder durch die RAF
- 29. Mai 1993: Mordanschlag von Solingen durch rechtsextreme Täter
- 14. Juni 2000: Polizistenmorde von Dortmund und Waltrop
- 27. Juli 2000: Sprengstoffanschlag in Düsseldorf
- 6. Juli 2001: „Satansmord“ von Witten
- 9. Juni 2004: Nagelbombenanschlag in Köln durch den rechtsterroristischen Nationalsozialistischen Untergrund (NSU)
- 4. April 2006: Ermordung von Mehmet Kubaşık, ebenfalls durch den NSU
- 17. Oktober 2015: Attentat auf Henriette Reker
- Silvester 2015/16: Sexuelle Übergriffe in der Kölner Silvesternacht
- 2016: Kriminalfall Höxter
- 7. April 2018: Amokfahrt in Münster
- Silvester 2018/19: Anschläge in Bottrop, Essen und Oberhausen

### Kontroversen
- Bei einem Einsatz der Essener Polizei im Juni 1989 wurde der fahrerflüchtige 13-jährige Kemal C. von Beamten in Notwehr erschossen, nachdem er mit einer entwendeten Dienstwaffe mehrfach auf Polizisten geschossen hatte. Der Fall zog sowohl eine Diskussion über die Verhältnismäßigkeit polizeilichen Vorgehens bei jungen Straftätern, als auch Forderungen zur Nachbesserung der Sicherheit von Holstern der Polizei nach sich.
- Am 11. Mai 2002 wurde der psychisch kranke 31-jährige Stefan N. bei seiner Festnahme von Beamten schwer misshandelt und starb wenige Tage später infolge dabei erlittener Verletzungen. Der Vorfall, der sich in einer Dienststelle im Geschäftsbereich des Polizeipräsidiums Köln ereignete, wurde später als „Kölner Polizeiskandal“ bezeichnet. Die sechs Polizisten wurden am 25. Juli 2003 wegen gemeinschaftlicher Körperverletzung im Amt mit Todesfolge zu Freiheitsstrafen zwischen 12 und 16 Monaten auf Bewährung verurteilt.[32][33]
- Anfang 2019 wurde bekannt, dass bei den Ermittlungen im Missbrauchsfall Lügde offensichtlich seit mehreren Wochen Beweismaterial in Form von 155 Datenträgern auf ungeklärte Weise aus einem Dienstraum der Kreispolizeibehörde Lippe verschwunden war, ohne dass dies jemand zur Kenntnis nahm. Innenminister Herbert Reul sprach den Vorfall betreffend von einem „Polizeiversagen“. Die örtliche Behörde räumte eine „eklatante Fehlleistung“ ein und beauftragte einen unabhängigen Kommissariatsleiter mit einer Untersuchung. Durch das Innenministerium wurde zudem eine Prüfung der Vorgänge durch das nordrhein-westfälische Landeskriminalamt veranlasst.[34] Der Bund Deutscher Kriminalbeamter (BDK) sprach angesichts der verschwundenen Beweise von einer „Katastrophe“ für das Ansehen der Polizei.[35]
- Am 16. September 2020 wurden 29 Beamten vorläufig suspendiert, nachdem bekannt wurde, dass sie rechtsextremes Gedankengut in Chat-Gruppen ausgetauscht haben. Dazu wurden 34 Polizeidienststellen und Privatwohnungen der Polizisten durchsucht, unter anderem in Duisburg, Essen und Oberhausen. Innenminister Herbert Reul äußerte sich gegenüber der Presse besorgt und teilte mit, dass er davon ausginge, dass das nicht die einzigen Fälle bleiben würden. Er kündigte außerdem an, einen Sonderbeauftragten für rechtsextremistische Tendenzen in der Polizei NRW zu etablieren.[36] Der Präsident des BKA Holger Münch warnte vor einem generellen Vertrauensverlust in Sicherheitsbehörden. Es sei notwendig, zu sagen: „Rechtsextremes Gedankengut und rechtsextremes Handeln haben in der Polizei keinen Platz und werden, wo immer sie in Erscheinung treten, mit aller Konsequenz und unter Ausschöpfung aller rechtsstaatlichen Mittel verfolgt.“[37]